# Amblyjoppa sulcata
Amblyjoppa sulcata là một loài tò vò trong họ Ichneumonidae.